# Frank Abagnale
Frank William Abagnale, Jr. (sinh ngày 27 tháng 4 năm 1948)
là một cố vấn an ninh người Mỹ, nổi tiếng vì quá khứ từng mắc các tội: lạm dụng tín nhiệm, làm giả séc ngân hàng, mạo danh và cũng là một chuyên gia đào tẩu. Frank khét tiếng những năm 60 của thế kỷ trước do đã đút túi 2,5 triệu đô la ở 26 quốc gia trong vòng 5 năm nhờ mớ séc được làm giả một cách tinh vi, đặc biệt là chuyện đó đã bắt đầu khi cậu mới chỉ 16 tuổi.
Frank là một trong những kẻ lừa đảo khét tiếng nhất. Cậu thừa nhận đã khoác cho mình không dưới tám nhân dạng khác nhau, trong đó có phi công, bác sĩ, nhân viên mật vụ liên bang và luật sư. Cậu đã hai lần trốn thoát khỏi sự bắt giữ của cảnh sát, một lần khi đang bị áp tải trên máy bay và lần khác khi đang bị tạm giam trong nhà tù liên bang. Cả hai lần đều trước khi cậu tròn 21 tuổi.
Frank thi hành án tù chưa đến 5 năm trước khi bắt đầu làm việc cho Chính phủ liên bang. Frank là một cố vấn kiêm giảng viên tại Học viện của FBI. Cùng lúc, ông cũng điều hành công ty tư vấn chống lừa đảo tài chính Abagnale & Associates (Abagnale & Cộng sự).
Câu chuyện cuộc đời của Abagnale là nguồn càm hứng để ra đời bộ phim Catch Me If You Can cũng như vở nhạc hài kịch cùng tên được công diễn tháng 4 năm 2011. Bên cạnh đó cũng có cuốn tự truyện mang tên Catch Me If You Can viết về Frank Abagnale.

## Tuổi thơ
Frank Abagnale là một trong bốn người con (một gái, ba trai) của Frank Abagnale Sr. và vợ là Paulette, người Pháp. Hai người li dị khi cậu 16 tuổi. Cho đến lúc đó, Abagnale sống 16 năm đầu đời tại Bronxville, New York. Khi biết tin bố mẹ li dị, Frank đã bỏ đi và không bao giờ được gặp lại cha mình.

### Lần lừa đảo đầu tiên
Vào thời gian cha mẹ ly hôn, Frank chơi bời với một nhóm thanh thiếu niên hay trộm cắp vặt và từng bị đưa vào trại tạm giam thanh thiếu niên.
Dù vậy, cha của Frank vẫn tin tưởng giao cho cậu sử dụng chiếc ô tô hiệu Ford và thẻ tín dụng mua xăng để hỗ trợ cậu phương tiện đi lại khi làm việc bán thời gian với vai trò thư ký tại một nhà kho. Ông không hề hay biết mình sẽ là nạn nhân đầu tiên bị con trai lừa đảo. Để chi trả cho những cuộc hẹn với các cô bạn gái, Frank đã nghĩ ra một kế hoạch, đó là dùng thẻ tín dụng để "mua" lốp xe, ắc quy và các phụ tùng ô tô khác tại trạm xăng. Cậu đã móc ngoặc với các nhân viên trạm, nhờ họ bán số hàng hoá cậu mua và cậu sẽ nhận được một số tiền mặt. Cuối cùng, người bị thiệt hại là bố cậu khi phải chi trả hoá đơn lên đến hàng ngàn đô la.

## Mạo danh

### Phi công
Abagnale quyết định giả danh phi công vì cậu muốn được bay khắp thế giới không mất tiền. Frank lấy được đồng phục từ PanAm bằng cách nói với họ rằng mình là phi công của hãng và đã làm mất đồng phục. Cậu thanh toán cho bộ đồng phục đó bằng cách khai bừa một số hiệu nhân viên, và người nhân viên có số hiệu đó chắc chắn đã bị mất tiền oan. Sau đó, cậu làm giả giấy phép hành nghề phi công FFA, thu thập kiến thức về ngành hàng không và hãng PanAm, và cuối cùng là bay miễn phí. Pan American World Airways ước tính từ lúc 16 cho đến 18 tuổi, Abagnale đã bay trên 1.000.000 dặm (1.600.000 km), trên 250 chuyến bay của nhiều hãng hàng không khác nhau và bay đến 26 quốc gia bằng công tác phí của hãng PanAm. Cậu cũng có thể ở khách sạn miễn phí trong suốt thời gian này. Mọi thứ từ đồ ăn cho đến chỗ ở đều được PanAm chi trả.

### Giảng viên trợ giảng
Cậu đã làm giả bằng của Đại học Columbia và dạy môn xã hội học tại đại học Brigham Young trong một học kỳ dưới cái tên Frank Adams.